# Valčianska dolina
Valčianska dolina (pol Dolina Walczańska) – dolina w zachodniej (tzw. Luczańskiej) części Małej Fatry w Karpatach Zachodnich na Słowacji.

## Położenie
Dolina Walczańska jest doliną walną. Leży po południowo-wschodniej stronie głównego grzbietu Luczańskiej Małej Fatry. Jej wylot do Kotliny Turczańskiej znajduje się na wysokości ok. 500 m n.p.m. na pn.-zach. od wsi Valča w powiecie Martin. Górne zamknięcie doliny stanowi fragment głównego grzbietu Luczańskiej Małej Fatry na odcinku od Hnilickiej Kýčery (1217 m n.p.m.) na południu po szczyt Kopy (1232 m n.p.m.) na północy.
Od strony północno-wschodniej dolinę ogranicza grzbiet opadający od szczytu w/wym. Kopy przez szczyty Zvadlivá (1061 m n.p.m.), Mladáče (950 m n.p.m.) i Macúrova (645 m n.p.m.), natomiast od strony południowo-zachodniej – grzbiet opadający od Hnilickiej Kýčery przez wzniesienia Javorina (1053 m n.p.m.) i Pivnica (830 m n.p.m.).

## Charakterystyka
Poczynając od wylotu Dolina Walczańska wznosi się w kierunku północno-zachodnim, z czasem wykręcając coraz to bardziej ku północy. Ma długość ok. 8 km i maksymalną szerokość (od grzbietu do grzbietu) blisko 4 km. Spływa nią Valčiansky potok. Jej stoki są dość strome, mocno rozczłonkowane dolinkami bocznymi i rozdzielającymi je grzbiecikami. W górnej części dzieli się na dolinki zwane Padova, Krivá i Škareda. Cała dolina jest zalesiona. Jedynie w środkowej części doliny, w jej nieznacznym rozszerzeniu, znajduje się zespół polan, na których rozłożyła się osada domków rekreacyjnych. Od wsi Valča aż po domek służb leśnych w miejscu zwanym Kúpeľ dnem doliny biegnie asfaltowa droga jezdna (powyżej wspomnianej osady zamknięta dla pojazdów samochodowych).

## Historia
W czasie słowackiego powstania narodowego na terenie doliny znajdowały się „bunkry” i ziemianki, będące siedzibą 2 Brygady Partyzanckiej M. R. Štefánika (pozostałości widoczne do dzisiaj).

## Turystyka
Dnem doliny wiedzie niebiesko  znakowany szlak turystyczny z Valčy na Sedlo Maríková (990 m n.p.m.) w grzbiecie głównym (w podejściu 3 h 15, w zejściu 3 h).